# Калиновский, Константин Брониславович
Константин Брониславович Калиновский (1 [13] октября 1897, Смоленск — 12 июля 1931, Московская область) — советский военный деятель.

## Биография
Родился в Смоленске в семье офицера, выходца из польских дворян. Окончил 2-ю Московскую гимназию. Во время Первой мировой войны служил вольноопределяющимся в артиллерии.
С июня 1918 года в Красной Армии. В 1919 году окончил Высшую автоброневую школу в Москве, в 1920 году командовал бронепоездом № 85. В 1925 году закончил Военную академию РККА. В 1926—1927 был военным советником в Китае. С 1929 инспектор бронесил, вторая половина 1929 — май 1930 командир Сводного опытного механизированного полка Московского военного округа, с 1931 начальник Управления механизации и моторизации РККА. Член редколлегии журнала «Техника и снабжение Красной Армии», автор трудов по организации и боевому применению бронетанковых войск.
Погиб в авиационной катастрофе 12 июля 1931 года.

## Память
Постановлением Центрального Совета Автодора было решено присвоить имена Калиновского и Триандафиллова двум танкеткам, строящимся на средства общества, а именами остальных погибших назвать 6 «боевых шестиколёсных машин».

## Награды
- Орден Красного Знамени (дважды)

## Сайты
- Сайт Механизированные корпуса РККА. 3-й танковый полк, с 05.36 по 05.38 г. — 3-я танковая бригада. 5-й механизированный корпус имени т. Калиновского, с 1938 г. — 15-й танковый корпус имени т. Калиновского.
- Сайт танковый фронт. Советский Союз. Краткий обзор создания и развития бронетанковых и механизированных войск